# 太田市立強戸中学校
太田市立強戸中学校（おおたしりつ ごうどちゅうがっこう）は、群馬県太田市にある公立中学校。

## 所在地
- 〒373-0051 群馬県太田市天良町72番地3

## 学区
- 成塚町[1]
- 北長岡
- 西長岡町
- 菅塩町
- 北金井町
- 大鷲町
- 上強戸町
- 中強戸
- 下強戸
- 石橋町
- 寺井町
- 天良町

## 著名な卒業生
- 岡部幸雄:騎手（日本中央競馬会）
- 内田彩（声優、歌手）
- 島田岳洋(声優)
- 佐藤秀昭（ファッションデザイナー、コラムニスト）

## 学校周辺
- 太田市立強戸小学校
- 東武桐生線：治良門橋駅